# Anillo del Pescador

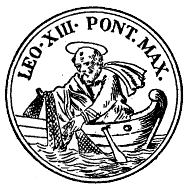
Grabado del anillo del Pescador de León XIII

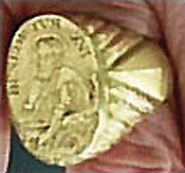
Detalle del anillo del Pescador de Benedicto XVI

El anillo del Pescador o anillo piscatorio (en latín, Anulum Piscatoris) es un anillo usado por el obispo de Roma (el papa) quien, como sucesor del apóstol san Pedro, se considera la cabeza visible de la Iglesia católica. Su nombre se debe al antiguo oficio de pescador del apóstol san Pedro, cuyo sucesor es el papa.
El anillo del Pescador tiene la imagen de san Pedro pescando en un bote, bordeado por el nombre del papa que ocupa la sede en ese momento en latín.

## Ritos
Durante el rito de inauguración de pontificado o entronización papal, se le coloca el anillo en el dedo al nuevo papa. Este rito está a cargo del decano del Colegio Cardenalicio, mientras que el cardenal protodiácono le coloca el palio al nuevo papa. El pontífice debe llevar el anillo durante todo su pontificado, tanto en público como en privado, excepto el Viernes Santo y cuando le corresponda oficiar Misa de exequias por algún cardenal.
Antes del siglo XVI el anillo pasaba de un papa a otro, pero desde el pontificado de León X se implantó la costumbre de que a la muerte del papa, una vez comprobado el óbito del pontífice, el camarlengo debe entregarlo al maestro de ceremonias, quien debe destruirlo junto al sello papal para evitar la falsificación de documentos. Esto lo hace golpeándolo con un martillo de plata y marfil de forma que la imagen se deforme. Ese material servirá para hacer el anillo del nuevo pontífice, de manera que a lo largo de la historia el oro del anillo del papa ha sido siempre el mismo.

## Origen
En una carta escrita por Clemente IV a su sobrino Pedro Grossi en 1265 se incluye la mención conocida más antigua del anillo del Pescador, usado para sellar toda la correspondencia privada presionando el anillo sobre lacre. El anillo del Pescador se usa entre otras cosas para sellar las bulas papales. Proveniente de tradiciones de los monarcas medievales, algunos seguidores muestran respeto al papa arrodillándose y besando su anillo del Pescador.
Tradicionalmente se ha utilizado para refrendar los breves apostólicos.

## Cambios en la tradición

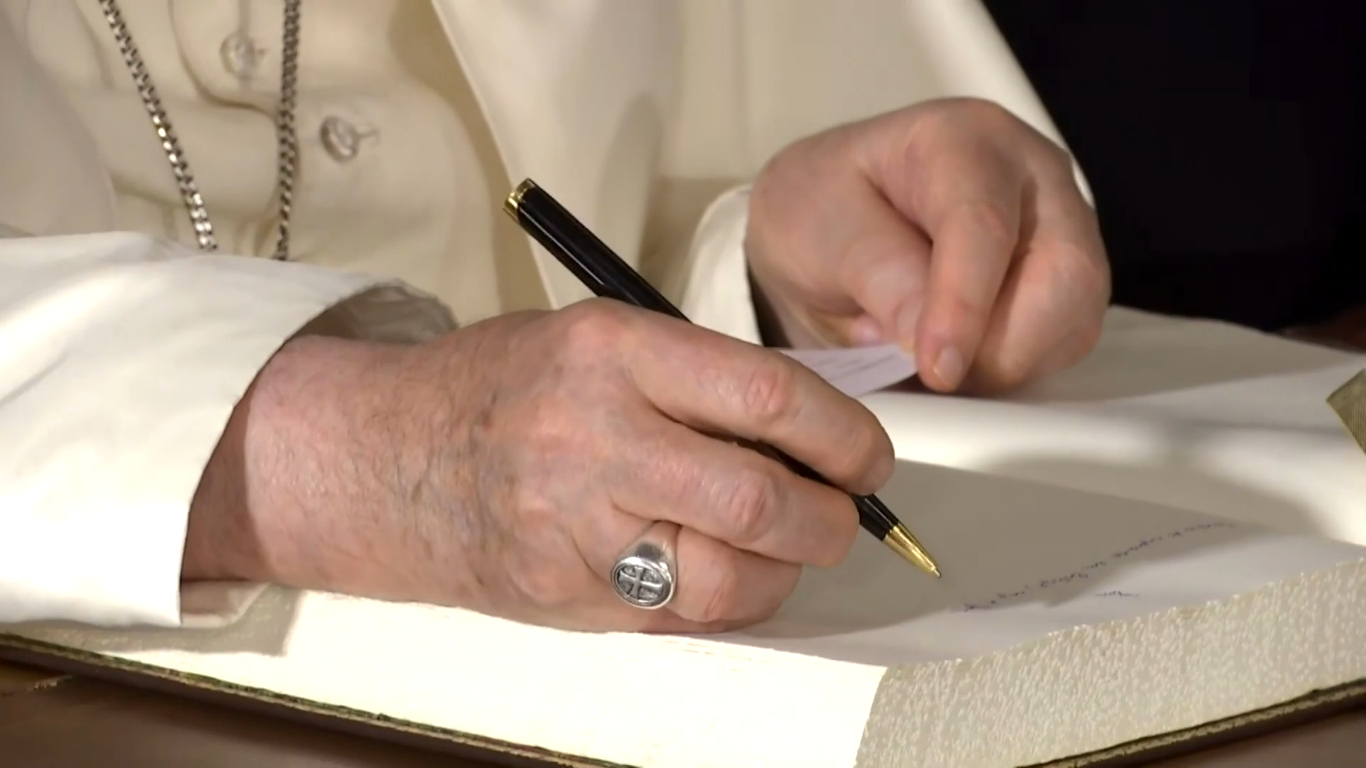
Anillo usado habitualmente por el papa Francisco.

Con motivo de la renuncia de Benedicto XVI, ocurrió un hecho no habitual en la tradición: el anillo que le correspondía a este sumo pontífice no fue destruido sino marcado con una cruz, anulándolo para evitar que fuese utilizado nuevamente. Su sucesor, el papa Francisco, solicitó que la fundición del nuevo anillo no fuera en oro macizo como marca la tradición, sino que, en un gesto de austeridad, fuese en plata dorada. Este metal en latín se denomina argentum, la cual curiosamente es la raíz del nombre Argentina, país de origen del, entonces, nuevo papa.
Aun teniendo el papa Francisco el anillo del Pescador, solía utilizar comúnmente un anillo más simple que usaba desde que era obispo en Argentina. Pero rara vez usaba otro, fabricado en Barcelona, que le regaló un cardenal y que también era muy sencillo.